# Зоофобия
Зоофобия или животинска фобия на гръцки език може да има едно или две близки значения: общ термин за клас от специфични фобии за определени животни или ирационален страх и дори просто неприязън към всякакви животни.
Примери за специфични зоофобии могат да бъдат ентомофобия, като страхът от паяци (арахнофобия), змии (офиофобия) или пчели (апифобия). Зигмунд Фройд споменава, че животинската фобия е една от най-честите психоневротични заболявания сред децата.
Зоофобията не трябва да бъде бъркана със страха от опасни или заплашителни животни, като страха от мечки или отровни змии.